# محمد رضا خرسندنیا
محمد رضا خرسندنیا (بالفارسية: محمدرضا خرسندنیا) هو لاعب كرة قدم إيراني، يلعب مع نادي مشكي بوشان في دوري المحترفين الإيراني.

## روابط خارجية
- محمد رضا خرسندنیا على موقع قاعدة بيانات كرة القدم.إي يو (الإنجليزية)
- محمد رضا خرسندنیا على موقع Soccerway.com (الإنجليزية)